# VIVA World Cup 2010
Navigation
Padanie 2009 Kurdistan 2012
La VIVA World Cup 2010 (Coupe du monde VIVA de 2010) est une compétition de football s'étant tenue à Gozo (Malte) du 29 mai au 5 juin 2010,,,,,,. Il s'agit de la quatrième édition de la compétition,,,,,.
Les équipes participantes furent la Padanie, le Kurdistan, la Provence, l'Occitanie, Gozo et les Deux-Siciles.
L'équipe du Tibet recherche sans succès des sponsors pour participer à cette édition. La Laponie ne participera à la quatrième édition,.
La Padanie remporte pour la troisième fois la coupe en battant le Kurdistan 1 à 0,,,, l'Occitanie termine troisième.
Pour la seconde fois, une Viva Women's World Cup, apparaît, elle oppose deux équipes féminines dans deux matchs aller-retour que remportent les padanes face aux Gozitainnes 4-0 et 3-0,,.
Le Trophée s'appelle le Trophée Nelson Mandela en référence à la Coupe du monde sud-africaine, qui débute quelques jours plus tard.

## Villes et stades
| Villes         | Stades            | Capacité       |
| Région de Gozo | Région de Gozo    | Région de Gozo |
| -------------- | ----------------- | -------------- |
| Ta' Sannat     | Sannat Ground     | 1.500          |
| Ix-Xewkija     | Gozo Stadium (en) | 1.644          |

## Tournoi

### Groupe A
| Classement final |           |     |   |   |   |   |    |    |      |
|                  | Équipe    | Pts | J | G | N | P | BP | BC | Diff |
| 1                | Padanie   | 6   | 2 | 2 | 0 | 0 | 3  | 1  | +2   |
| 2                | Occitanie | 3   | 2 | 1 | 0 | 1 | 5  | 1  | +4   |
| 3                | Gozo      | 0   | 2 | 0 | 0 | 2 | 1  | 7  | -6   |

| 31 mai   | Padanie   | 2 | 1 | Gozo      |
| 1er juin | Padanie   | 1 | 0 | Occitanie |
| 2 juin   | Occitanie | 5 | 0 | Gozo      |

| 31 mai 2010   | Padanie                                 | 2 – 1   | Gozo               | Gozo Stadium (Xewkija)                                                            |                                                                                   |
| 20 h 15 (CET) | Mauro Nannini 7e · Matteo Prandelli 83e | (1 - 1) | 40e John Camilleri | Arbitrage : Per Anders Blind, Karim Azad Hatim, Lawrence Azzopardi, Antonio Guida | Arbitrage : Per Anders Blind, Karim Azad Hatim, Lawrence Azzopardi, Antonio Guida |
| 20 h 15 (CET) | Rapport                                 |         |                    | Arbitrage : Per Anders Blind, Karim Azad Hatim, Lawrence Azzopardi, Antonio Guida | Arbitrage : Per Anders Blind, Karim Azad Hatim, Lawrence Azzopardi, Antonio Guida |

| 1er juin 2010 | Padanie           | 1 – 0   | Occitanie | Gozo Stadium (Xewkija)                                                      |                                                                             |
| 19 h 30 (CET) | Simone Ghezzi 65e | (0 - 0) |           | Arbitrage : Karim Azad Hatim, Joe Bajada, Eucharist Portelli, Claudio Guida | Arbitrage : Karim Azad Hatim, Joe Bajada, Eucharist Portelli, Claudio Guida |
| 19 h 30 (CET) | Rapport           |         |           | Arbitrage : Karim Azad Hatim, Joe Bajada, Eucharist Portelli, Claudio Guida | Arbitrage : Karim Azad Hatim, Joe Bajada, Eucharist Portelli, Claudio Guida |

| 2 juin 2010   | Occitanie                                                                                | 5 – 0   | Gozo | Gozo Stadium (Xewkija)                                                         |                                                                                |
| 19 h 30 (CET) | Marc Ballue 1re (pen.) 36e · Sebastian Taillan 61e · Jordan Amiel 88e · Guilhem Soro 90e | (2 - 0) |      | Arbitrage : Per Anders Blind, Luciano Casnati, Karim Azad Hatim, Claudio Guida | Arbitrage : Per Anders Blind, Luciano Casnati, Karim Azad Hatim, Claudio Guida |
| 19 h 30 (CET) | Rapport                                                                                  |         |      | Arbitrage : Per Anders Blind, Luciano Casnati, Karim Azad Hatim, Claudio Guida | Arbitrage : Per Anders Blind, Luciano Casnati, Karim Azad Hatim, Claudio Guida |

### Groupe B
| Classement final |              |     |   |   |   |   |    |    |      |
|                  | Équipe       | Pts | J | G | N | P | BP | BC | Diff |
| 1                | Kurdistan    | 6   | 2 | 2 | 0 | 0 | 7  | 3  | +4   |
| 2                | Deux-Siciles | 3   | 2 | 1 | 0 | 1 | 2  | 4  | -2   |
| 3                | Provence     | 0   | 2 | 0 | 0 | 2 | 2  | 4  | -2   |

| 31 mai   | Kurdistan    | 4 | 1 | Deux-Siciles |
| 1er juin | Deux-Siciles | 1 | 0 | Provence     |
| 2 juin   | Kurdistan    | 3 | 2 | Provence     |

| 31 mai 2010   | Kurdistan                                                        | 4 – 1   | Deux-Siciles           | Sannat Ground (Sannat)                                                |                                                                       |
| 17 h 30 (CET) | Shakar Mushin 21e · Haider Qaraman 50e 57e · Karzan Abdullah 83e | (1 - 0) | 67e Pietro Cappuccilli | Arbitrage : Aaron Refalo, Joe Bajada, Eucharist Portelli, Georgi Radu | Arbitrage : Aaron Refalo, Joe Bajada, Eucharist Portelli, Georgi Radu |
| 17 h 30 (CET) | Rapport                                                          |         |                        | Arbitrage : Aaron Refalo, Joe Bajada, Eucharist Portelli, Georgi Radu | Arbitrage : Aaron Refalo, Joe Bajada, Eucharist Portelli, Georgi Radu |

| 1er juin 2010 | Deux-Siciles                 | 1 – 0   | Provence | Sannat Ground (Sannat)                                                        |                                                                               |
| 17 h 30 (CET) | Pietro Cappuccilli 5e (pen.) | (0 - 0) |          | Arbitrage : Luciano Casnati, Antonio Guida, Per Anders Blind, Mario Mazzoleni | Arbitrage : Luciano Casnati, Antonio Guida, Per Anders Blind, Mario Mazzoleni |
| 17 h 30 (CET) | Rapport                      |         |          | Arbitrage : Luciano Casnati, Antonio Guida, Per Anders Blind, Mario Mazzoleni | Arbitrage : Luciano Casnati, Antonio Guida, Per Anders Blind, Mario Mazzoleni |

| 2 juin 2010   | Kurdistan                                       | 3 – 2   | Provence               | Sannat Ground (Sannat)                                               |                                                                      |
| 17 h 30 (CET) | Haider Qaraman 31e 90e · Deyar Hamad Rahman 34e | (2 - 2) | 19e 39e Bruno Borghesi | Arbitrage : Antonio Guida, Aaron Fenech, Joe Bajada, Mario Mazzoleni | Arbitrage : Antonio Guida, Aaron Fenech, Joe Bajada, Mario Mazzoleni |
| 17 h 30 (CET) | Rapport                                         |         |                        | Arbitrage : Antonio Guida, Aaron Fenech, Joe Bajada, Mario Mazzoleni | Arbitrage : Antonio Guida, Aaron Fenech, Joe Bajada, Mario Mazzoleni |

### Demi-finales
| 4 juin 2010   | Kurdistan                               | 2 – 1   | Occitanie      | Sannat Ground (Sannat)                                                   |                                                                          |
| 17 h 30 (CET) | Haider Qaraman 71e · Karsaz Mohamed 82e | (0 - 1) | Eric Gamet 37e | Arbitrage : Antonio Guida, Joe Bajada, Per Anders Blind, Mario Mazzoleni | Arbitrage : Antonio Guida, Joe Bajada, Per Anders Blind, Mario Mazzoleni |
| 17 h 30 (CET) | Rapport                                 |         |                | Arbitrage : Antonio Guida, Joe Bajada, Per Anders Blind, Mario Mazzoleni | Arbitrage : Antonio Guida, Joe Bajada, Per Anders Blind, Mario Mazzoleni |

| 4 juin 2010   | Padanie                               | 2 – 0   | Deux-Siciles | Gozo Stadium (Xewkija)                                                  |                                                                         |
| 19 h 30 (CET) | Mauro Nannini 62e · Maurizio Ganz 86e | (0 - 0) |              | Arbitrage : Karim Azad Hatim, Luciano Casnati, Aaron Fenech, Joe Bajada | Arbitrage : Karim Azad Hatim, Luciano Casnati, Aaron Fenech, Joe Bajada |
| 19 h 30 (CET) | Rapport                               |         |              | Arbitrage : Karim Azad Hatim, Luciano Casnati, Aaron Fenech, Joe Bajada | Arbitrage : Karim Azad Hatim, Luciano Casnati, Aaron Fenech, Joe Bajada |

### Match pour la cinquième place
| 4 juin 2010   | Gozo                                      | 2 – 1   | Provence          | Gozo Stadium (Xewkija)                                                      |                                                                             |
| 15 h 30 (CET) | Rodney Buttigieg 59e · John Camilleri 89e | (0 - 1) | 19e Stephane Juan | Arbitrage : Aaron Fenech, Eucharist Portelli, Per Anders Blind, Georgi Radu | Arbitrage : Aaron Fenech, Eucharist Portelli, Per Anders Blind, Georgi Radu |
| 15 h 30 (CET) | Rapport                                   |         |                   | Arbitrage : Aaron Fenech, Eucharist Portelli, Per Anders Blind, Georgi Radu | Arbitrage : Aaron Fenech, Eucharist Portelli, Per Anders Blind, Georgi Radu |

### Match pour la troisième place
| 5 juin 2010   | Occitanie                              | 2 – 0   | Deux-Siciles | Sannat Ground (Sannat)                                                       |                                                                              |
| 14 h 00 (CET) | Sebastian Taillan 28e · Eric Gamet 90e | (1 - 0) |              | Arbitrage : Luciano Casnati, Vincent Cassar, Lawrence Azzopardi, Georgi Radu | Arbitrage : Luciano Casnati, Vincent Cassar, Lawrence Azzopardi, Georgi Radu |
| 14 h 00 (CET) | Rapport                                |         |              | Arbitrage : Luciano Casnati, Vincent Cassar, Lawrence Azzopardi, Georgi Radu | Arbitrage : Luciano Casnati, Vincent Cassar, Lawrence Azzopardi, Georgi Radu |

### Finale
| 5 juin 2010   | Padanie        | 1 – 0   | Kurdistan | Gozo Stadium (Xewkija)                                                     |                                                                            |
| 18 h 00 (CET) | Luca Mosti 24e | (1 - 0) |           | Arbitrage : Mario Mazzoleni, Luciano Casnati, Karim Azad Hatim, Joe Bajada | Arbitrage : Mario Mazzoleni, Luciano Casnati, Karim Azad Hatim, Joe Bajada |
| 18 h 00 (CET) | Rapport        |         |           | Arbitrage : Mario Mazzoleni, Luciano Casnati, Karim Azad Hatim, Joe Bajada | Arbitrage : Mario Mazzoleni, Luciano Casnati, Karim Azad Hatim, Joe Bajada |

### Finale VIVA World Women's Cup
| 4 juin 2010 | Padanie                                                                             | 4 – 0 | Gozo | Gozo Malte                                                |                                                           |
|             | Lucrezia Lupi 13e · Martina Baroni 50e · Valentina Colamanco 68e · Lara Laterza 77e |       |      | Arbitrage : Lawrence Azzopardi, Joe Bajada, Claudio Guida | Arbitrage : Lawrence Azzopardi, Joe Bajada, Claudio Guida |
|             | Rapport                                                                             |       |      | Arbitrage : Lawrence Azzopardi, Joe Bajada, Claudio Guida | Arbitrage : Lawrence Azzopardi, Joe Bajada, Claudio Guida |

| 5 juin 2010 | Padanie                                       | 3 – 0 | Gozo | Gozo Malte                                                             |                                                                        |
|             | Valentina Povia 10e 40e · Monica Iostioni 78e |       |      | Arbitrage : Joe Bajada, Eucharist Portelli, Georgi Radu, Claudio Guida | Arbitrage : Joe Bajada, Eucharist Portelli, Georgi Radu, Claudio Guida |
|             | Rapport                                       |       |      | Arbitrage : Joe Bajada, Eucharist Portelli, Georgi Radu, Claudio Guida | Arbitrage : Joe Bajada, Eucharist Portelli, Georgi Radu, Claudio Guida |

## Statistiques, classements et buteurs

### Classement final masculine
| No | Équipe       | J | V | N | D | BM | BE | DB | Pts |
| -- | ------------ | - | - | - | - | -- | -- | -- | --- |
| 1  | Padanie      | 4 | 4 | 0 | 0 | 6  | 1  | +5 | 12  |
| 2  | Kurdistan    | 5 | 3 | 0 | 1 | 9  | 5  | +4 | 9   |
| 3  | Occitanie    | 4 | 2 | 0 | 2 | 8  | 3  | +5 | 6   |
| 4  | Deux-Siciles | 4 | 1 | 0 | 3 | 2  | 8  | -6 | 3   |
| 5  | Gozo         | 3 | 1 | 0 | 2 | 3  | 8  | -5 | 3   |
| 6  | Provence     | 3 | 0 | 0 | 3 | 3  | 6  | -3 | 0   |

### Classement final féminine
| No | Équipe  | J | V | N | D | BM | BE | DB | Pts |
| -- | ------- | - | - | - | - | -- | -- | -- | --- |
| 1  | Padanie | 2 | 2 | 0 | 0 | 7  | 0  | +7 | 6   |
| 2  | Gozo    | 2 | 0 | 0 | 2 | 0  | 7  | -7 | 0   |

### Classement masculin des buteurs
| 5 buts - Haider Qaraman 2 buts - Mauro Nannini - Eric Gamet - Sebastian Taillan - Marc Ballue - Bruno Borghesi - Pietro Cappuccilli - John Camilleri | 1 but - Jordan Amiel - Guilhem Soro - Stephane Juan - Shakar Mushin - Karzan Abdullah - Deyar Hamad Rahman - Karsaz Mohamed - Rodney Buttigieg - Matteo Prandelli - Simone Ghezzi - Maurizio Ganz - Luca Mosti |

### Classement féminin des buteurs
2 buts    
- Valentina Povia

1 but  
- Monica Iostioni
- Lucrezia Lupi
- Martina Baroni
- Valentina Colamanco
- Lara Laterza